# 日本の前途と歴史教育を考える議員の会
日本の前途と歴史教育を考える議員の会（にほんのぜんととれきしきょういくをかんがえるぎいんのかい）は、日本の自由民主党内で結成された議員連盟。1997年（平成9年）2月27日、設立。略称：教科書議連。

## 概要
1997年2月27日、「日本の前途と歴史教育を考える若手議員の会」として設立された。衆参あわせて62人が参加した。設立時の役員は以下のとおり。会長は中川昭一、事務局長は安倍晋三、副代表は中山成彬・森田健作ほか、事務局長代理は松下忠洋、事務副局長は下村博文・山本一太ほか、幹事長は衛藤晟一、幹事長代理は高市早苗・小山孝雄、副幹事長は古屋圭司・森英介ほか。
同年3月から6月にかけて、18人の講師を招いて9回の勉強会を開催した。講師には「新しい歴史教科書をつくる会」の藤岡信勝、坂本多加雄、高橋史朗、『現代コリア』編集長の西岡力、長谷川潤などが含まれたが、歴史学者の吉見義明も講師として招かれた。また、教科書議連は、河野洋平を勉強会に呼びつけ、河野談話の内容を追及した。同年12月、勉強会をまとめた書籍『歴史教科書への疑問―若手国会議員による歴史教科書問題の総括』を刊行した。同書には、勉強会の模様のほか、「慰安婦・教科書問題―若手議員は発言する」と題した28人の議員の主張も収録された。歴史教科書、慰安婦、南京事件問題に関し否定的な立場から提言を行った。
なお、同年5月30日に日本会議が設立されるが、その前日、同団体を全面的に支援し連携する目的で議員連盟「日本会議国会議員懇談会」が発足している。

### 団体名の変更
2004年2月のセンター試験の問題で、朝鮮人強制連行が出題されると、教科書議連はこれを問題とし、活動を活発化させた。会の名称も「日本の前途と歴史教育を考える議員の会」に変更した。同年9月から2005年にかけて自民党幹事長代理だった安倍晋三は、2005年の中学校教科書採択で「つくる会」の教科書（扶桑社版）を採択させるため、全力を挙げて支援した。
2007年10月17日、会内に「沖縄戦検証のための小委員会」を新たに設置した。自決について「旧日本軍の組織的な強制・強要はまったくの事実無根」との立場をとっている。第二次世界大戦末期の沖縄戦における集団自決について議論を行った。
2009年の衆院選で中心メンバーの多くが落選したため、しばらく活動を停止していたが、2011年2月23日に総会を開催し、活動再開を決めた。また新役員も選出した。新役員は以下のとおり。代表は古屋圭司、代表代行は衛藤晟一、幹事長は下村博文、事務局長は義家弘介、顧問は安倍晋三。同年夏の中学教科書採択では、「つくる会」の教科書（育鵬社版、自由社版）を採択させるための活動を行った。
2012年3月末の高校教科書の検定公開後、自民党文教部会と合同会議を開催。参加者は高校教科書に慰安婦や南京事件が記載されていることを攻撃する発言をした。安倍は、会議に呼びつけられて出席した文科省の官僚を「第一次安倍政権で『慰安婦』の強制連行はなかったと閣議決定しているのに、なぜ『慰安婦』が記述されてるのか」と問いただした。
2015年5月13日、日本会議のフロント組織である「日本教育再生機構」が、「あなたのまちにも育鵬社教科書を！“日本がもっと好きになる教科書”を全国の子供たちに届けよう」と題した集会を開催。教科書議連代表代行の衛藤晟一は「改正教育基本法の基本理念に則った教科書が採択されるようがんばりたい」と述べた。衛藤は、育鵬社版の教科書採択促進が「安倍グループ」の教育改革の総仕上げであることを隠さず、「中川昭一さんや安倍首相と一緒に教科書議連を立ち上げた。ここまで来られたことが感無量だ。いよいよ本番だ」と述べた。この年の夏、全国の自治体教育委員会が翌年以降に使われる中学校の教科書採択を行った。育鵬社は歴史が約6.2％、公民が約5.7％と大きくシェアを伸ばした。
2021年9月8日、総会で歴史教科書から「慰安婦」の「「強制連行」などの記述は是正されることとなった」と報告が行われた。また古屋会長が辞任し、義家弘介が後任の会長に就任した。義家は議連の成果として、「菅内閣は質問主意書に答える形で「『従軍慰安婦』という言葉は誤解を招くおそれがあり『従軍慰安婦』又は『いわゆる従軍慰安婦』ではなく、単に『慰安婦』という用語を用いることが適切である」「朝鮮半島から移入した労働者に対して「一括りに『強制連行された』などと表現することは適切ではない」「国民徴用令による労働者の移入については『徴用』を用いることが適当」さらに「募集、官斡旋及び徴用による労務について『強制労働』と表現するのは適当でない」」とそれぞれ閣議決定されたことを報告。「今後は教科書から先の記述はなくなるか、あれば検定意見が付される事になります」と述べた。

## 構成員
会長：（空席）
事務局長：（空席）
会長代行：（空席）
南京問題小委員会 委員長：（空席）
慰安婦問題小委員会 委員長：（空席）
沖縄戦検証のための小委員会：萩生田光一
顧問：古屋圭司（前会長）
会員：岸田文雄、菅義偉、佐藤勉、江渡聡徳、山崎正昭

## 所属していた議員
- 大野松茂（会員）…2009年（平成21年）に引退
- 渡辺喜美（会員）…2009年（平成21年）に離党
- 中山成彬（会長）…2009年（平成21年）に除名
- 戸井田徹（南京問題小委員会委員長・会員）…2009年（平成21年）に落選
- 桜井郁三（会員）…2009年（平成21年）に落選
- 西川京子（事務局長）…2014年（平成26年）に落選
- 中山泰秀（慰安婦問題小委員会・委員長）…2021年（令和3年）に落選
- 安倍晋三（顧問）…2022年（令和4年）に死去
- 義家弘介（会長）…2024年に落選[12]
- 今村雅弘（会員）…2024年に引退
- 衛藤晟一（会長代行）…2025年に引退

## 安倍政権への参加者
2012年（平成24年）成立の第2次安倍内閣には19人の大臣のうち9人（47％）が参加している。

## 南京問題小委員会
2007年（平成19年）6月19日、憲政記念館において「日本の前途と歴史教育を考える会 南京問題小委員会」の総括記者会見が行われ、調査検証の総括が報告された。

## 米国下院対慰安婦謝罪要求決議案への対応
アメリカ合衆国下院での対慰安婦謝罪要求決議案の委員会可決を受けて、同会はこれを公式に非難、「慰安婦は性奴隷などではなく、自発的に性サービスを提供した売春婦に過ぎず、虐待などの事実もない」として、決議案への反論をアメリカ合衆国下院に送致することを決定した。2007年（平成19年）6月29日の記者会見でその旨を発表し、慰安婦問題に関して決議案支持派との正面対決を宣言した。

## 出版物
- 日本の前途と歴史教育を考える若手議員の会 編『歴史教科書への疑問―若手国会議員による歴史教科書問題の総括』日本の前途と歴史教育を考える若手議員の会、1997年12月。ISBN 4886561446。
- 日本の前途と歴史教育を考える議員の会『南京の実相―国際連盟は「南京2万人虐殺」すら認めなかった』日新報道、2008年。ISBN 4817406674。